# Belind
Belind (Beogradska elektronska industrija) je firma koja je nastala 1959. spajanjem manjih laboratorija (Tesla, Pupin i Avala) koje su do tada bile nekomercijalnog tipa. Firma kao samostalna je postojala sve do 1962. godine kada dolazi do spajanja sa Zavodima RR iz Niša i formiranjem Elektronske industrije Niš. Belind se pretežno bavio proizvodnjom elektronskih komponenti, telefona, opreme za železničku signalizaciju, radio aparata i gramofona.